# Drezzo

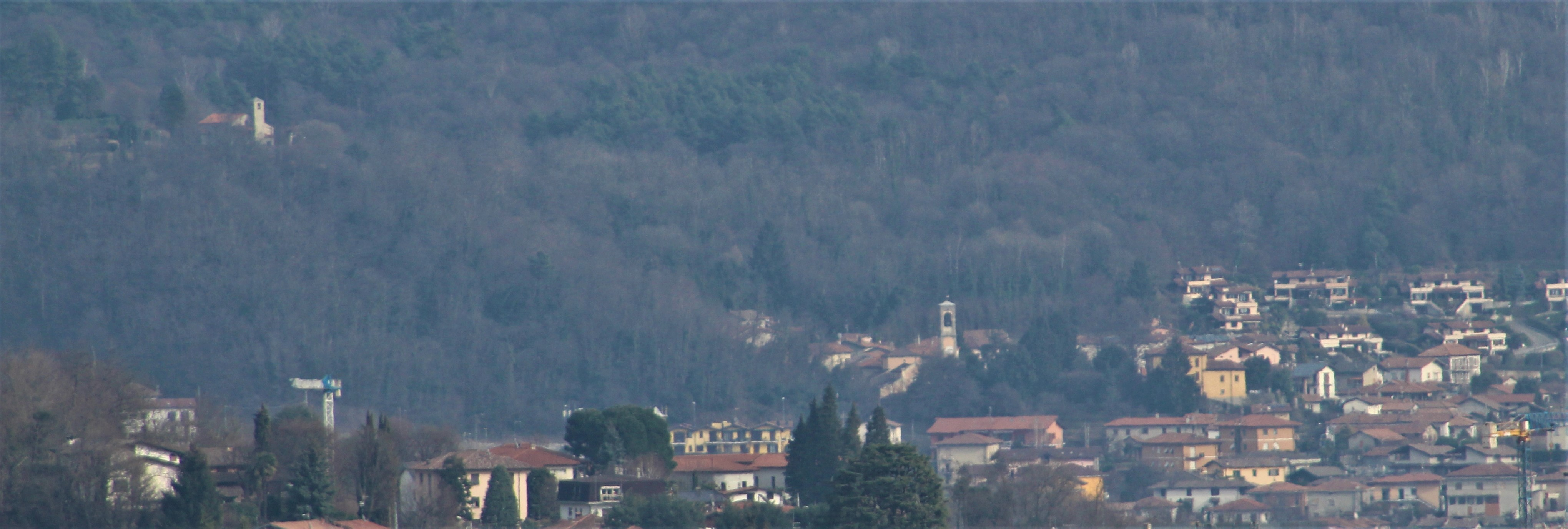
Blick auf Drezzo

Drezzo (lombardisch: Drezz) ist ein Ort in der Gemeinde Colverde und war bis 2014 eine selbständige Gemeinde in der italienischen Provinz Como in der Region Lombardei. Drezzo liegt direkt an der Grenze zur Schweiz. Bei Drezzo liegt der Park Parco Spina Verde di Como.
Drezzo schloss sich am 14. Februar 2014 mit den Gemeinden Gironico und Parè zur neuen Gemeinde Colverde zusammen. Nachbargemeinden waren Chiasso im Tessin in der Schweiz, Faloppio, Parè, Ronago und Uggiate-Trevano. Die Gemeinde hatte am 31. Dezember 2013 1296 Einwohner auf der Fläche von einem Quadratkilometer.